# Orleanesia ecuadorana
Orleanesia ecuadorana là một loài thực vật có hoa trong họ Lan. Loài này được Dodson mô tả khoa học đầu tiên năm 1997.